# Lee Lozano
Lee Lozano (* 5. November 1930 in Newark als Leonore Knaster; † 2. Oktober 1999 in Dallas) war eine amerikanische Malerin, Konzept- und Performance-Künstlerin. Nachdem sie sich 1971 von der Kunstwelt abgewandt hatte, wurde ihr Werk erst nach ihrem Tod von einem breiteren Kunstpublikum wiederentdeckt.

## Leben
Lozano wurde als Leonore Knaster geboren. Sie studierte ab 1948 Philosophie und Naturwissenschaften an der University of Chicago und schloss ihr Studium dort 1951 mit dem Bachelor of Arts ab. Sie heiratete 1956 den Architekten Adrian Lozano, dessen Namen sie annahm. Sie studierte bildende Kunst am Art Institute of Chicago, wo sie 1960 den Master of Fine Arts erhielt. Im folgenden Jahr zog sie nach New York City, wo sie recht schnell Anschluss an die Kunstszene fand.
Sie beschäftigte sich in ihren Arbeiten mit Themen wie kultureller Identität, insbesondere der Konstruktion von Weiblichkeit, sowie mit dem Kunstbetrieb selbst. Sie arbeitete als Malerin sowohl figürlich (aber auch schon mit Textpassagen), als auch konzeptuell-abstrakt, in ihrem bekanntesten Werk, den elf großformatigen Gemälden der Wave Series (1967–1970).
Lozano hatte Erfolg in der Kunstwelt: sie nahm 1964 und 1965 an Gruppenausstellungen in Dick Bellamys Green Gallery teil, ihrer ersten Einzelausstellung in der Bianchini Gallery 1966 folgten 1969 Gruppenausstellungen in der Dwan Gallery (Language III) und bei Paula Cooper (Number 7) und 1970 eine Einzelausstellung im renommierten Whitney Museum of American Art, als die Künstlerin 40 Jahre alt war. Trotzdem war sie, wie die Konzeptkunst überhaupt, radikal gegen die Praktiken der Kunstwelt eingestellt. Sie stellte darüber hinaus ihre eigene Stellung in der Kunstszene ebenso radikal in Frage. Eines ihrer bekanntesten Werke ist das Konzeptkunstwerk General Strike Piece:

„GENERALLY BUT DETERMINEDLY AVOID BEING PRESENT AT OFFICIAL OR "UPTOWN" FUNCTIONS OR GATHERINGS RELATED TO THE "ART WORLD" IN ORDER TO PURSUE INVESTIGATIONS OF TOTAL PERSONAL AND PUBLIC REVOLUTION. EXHIBIT IN PUBLIC ONLY PIECES WHICH FURTHER SHARING OF IDEAS & INFORMATION RELATED TO TOTAL PERSONAL & PUBLIC REVOLUTION.“

Es wird allgemein angenommen, dass sie um 1972 nach Dallas zog, nach einem Aufenthalt und einer Ausstellung in London (1971). Nach Aussage ihres Cousins erschien sie aber erst 1982 in Texas. Ihre Verbindung zur New Yorker Kunstwelt brach Anfang der 1970er Jahre ab, ihre Aktion BOYCOTT WOMEN (1971) war ein letzter Schritt. Lozano starb 1999 in Dallas im Alter von 68 Jahren an Krebs. Nach einer Einzelausstellung im P.S.1 im Jahr 2004 erfolgte die Wiederentdeckung Lozanos in zahlreichen Einzel- und Gruppenausstellungen.

## Ausstellungen

### Einzelausstellungen (Auswahl)
- 2007: Lee Lozano - No Title, 1969. Galerie Hauser & Wirth, London.[3]
- 2006: Lee Lozano - WIN FIRST DONT LAST / WIN LAST DONT CARE. Kunsthalle Basel[4], danach auch im Van Abbemuseum, Eindhoven gezeigt.[5]
- 2004: Lee Lozano, Drawn from Life: 1961 - 1971. P.S.1 Contemporary Art Center, Long Island.[6]
- 1998: Matrix 135. Wadsworth Atheneum, Hartford, Connecticut
- 1970: Whitney Museum of American Art, New York.
- 1969: Galerie Ricke, Köln.
- 1966: The New Gallery, Bennington College, Bennington VT
- 1966: Bianchini Gallery, New York.

### Teilnahme an Gruppenausstellungen (Auswahl)
- 2020: I'm not a nice girl! Eleanor Antin, Lee Lozano, Adrian Piper, Mierle Laderman Ukeles, K21 im Ständehaus, Düsseldorf
- 2007: documenta 12, Kassel.[7]
- 2007: WACK! Art and the Feminist Revolution. Museum of Contemporary Art, Los Angeles.[8][9]
- 2007: What Is Painting? - Contemporary Art from the Collection. Museum of Modern Art, New York.[10]
- 2007: STUFF - International Contemporary Art from the Collection of Burt Aaron. Museum of Contemporary Art Detroit.[11]
- 2007: Das Kapital, erster Teil - Bluechips & Masterpieces. Museum für Moderne Kunst, Frankfurt/Main.[12]
- 2006: Seek the Extremes... - Dorothy Iannone / Lee Lozano . Kunsthalle Wien.[13]
- 2006: Into me / Out of me. P.S.1 Contemporary Art Center, Long Island[14], danach auch in den Kunst-Werken Berlin gezeigt.[15]
- 2004: kurze Karrieren. Museum Moderner Kunst Stiftung Ludwig, Wien.[16]
- 2004: Collection (or How I Spent a Year). P.S.1 Contemporary Art Center, Long Island.
- 2000: Afterimage – Drawing Through Process. Contemporary Arts Museum Houston, Texas.[17]